# Colette Magny
Colette Magny (París, 31 de octubre de 1926 – Villefranche-de-Rouergue, 12 de junio de 1997) fue una cantante, cantautora y compositora francesa. Su trabajo abarcó blues, jazz, canciones de protesta, música experimental y grabaciones de spoken word.

## Biografía
Nació en París y empezó a trabajar en 1948 como secretaria y traductora de la Organización para la Cooperación y el Desarrollo (OCDE). Con fluidez en inglés, se convirtió en fan de cantantes de blues y jazz estadounidenses como Bessie Smith y Ella Fitzgerald. El músico de jazz Claude Luter le enseñó a tocar la guitarra y Colette se animó a escribir canciones. Empezó a actuar en la década de 1950  cantando sus propias canciones y estándares de blues en los clubes de París. Hizo sus primeras grabaciones en 1958, en un álbum del trompetista y director de orquesta Gilles Thibaut, Des classiques du jazz.
Después de aparecer en el cabaret Contrescarpe en 1962, fue descubierta por la cantante Mireille Hartuch, quien la presentó en su programa de televisión Le Petit Conservatoire de la Chanson. Recibió críticas favorables y renunció a su trabajo de tiempo completo por una carrera musical. Firmó con CBS Records, y su primer sencillo, el autoescrito «Melocoton» («Peach»), que incluía a Mickey Baker a la guitarra. Al igual que muchas de sus grabaciones posteriores, se convirtió en un éxito en Francia en 1963. Su primer álbum, homónimo pero a veces conocido como Les Tuileries, también incluyó versiones musicales de poemas de Victor Hugo, Rimbaud, Rilke y Louis Aragon, así como clásicos del blues como «Saint James Infirmary» y «Any Woman’s Blues» de Bessie Smith. Su segundo álbum, el experimental Avec poème (1966), editado por el sello de Marcel Mouloudji, contenía ambos textos recitados y cantados, además de música electroacústica y música concreta influenciada por el compositor surrealista André Almuró. 
Magny evolucionó cada vez más hacia el activismo político. Su canción «Le mal du vivre» fue prohibida por la ORTF, la cadena de radiodifusión estatal, y la marcó como la primera cantante de protesta de Francia. Sus grabaciones fueron publicadas en el sello discográfico Le Chant du Monde. Su siguiente álbum, también homónimo, contó con sus canciones «Vietnam 67» y «Viva Cuba», junto con una que celebraba una huelga de trabajadores portuarios, así como otros escenarios de poemas y textos metafísicos. Durante los eventos y disturbios de mayo del 68, apoyó activamente a estudiantes y trabajadores en sentadas y a través de conciertos benéficos. Escribió la canción «Les militants» para los manifestantes y más tarde también publicó un álbum de spoken word titulado Magny 68/69.

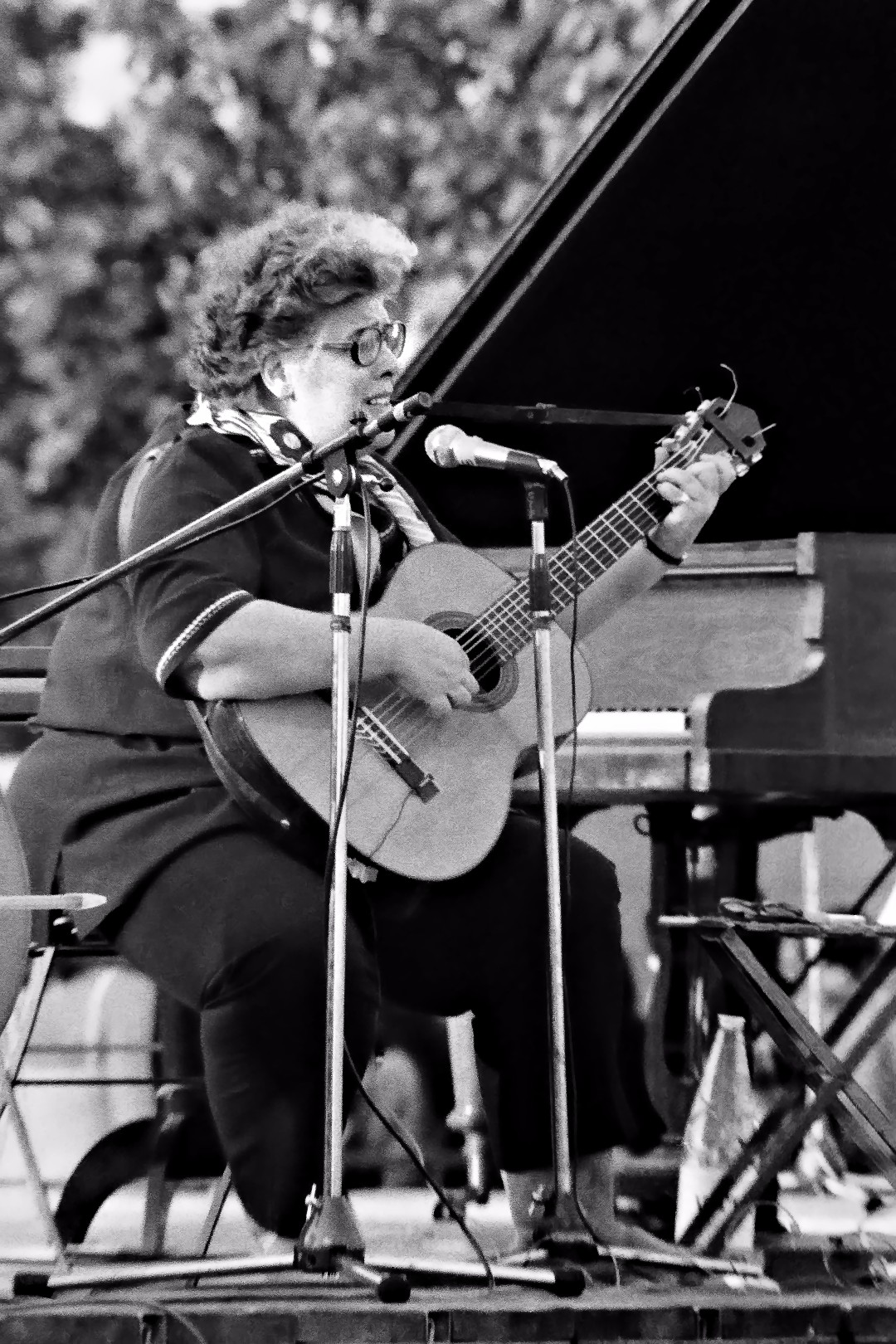
Colette Magny actuando en 1975

Produjo tres álbumes a principios de la década de 1970: Feu et rythme (1970), que ganó el Grand Prix du Disque de la Académie Charles Cros; Répression (1972), que se refería a la censura y apoyaba el movimiento Black Panther; y Transit (1975), que grabó con intérpretes de free jazz, incluido el saxofonista Maurice Merle. Su álbum de 1977 Visage-Village fue grabado con el grupo de rock Dharma y el acordeonista Lino Leonardi. Según la escritora Benoît Houzé, «a lo largo de sus experimentos, Magny siempre mantuvo una generosidad artística que claramente une la mayoría de sus canciones, tan “vanguardistas” como pueden ser, a la tradición de la chanson populaire francesa». 
Su álbum de 1979 Je Veux Chaanter fue grabado e incluyó canciones escritas por niños con discapacidades mentales en el Instituto médico-pedagógico en Fontenoy-le-Château, y fue interpretado en parte con instrumentos caseros. En 1980, lanzó dos álbumes de spoken word de una cara: uno de poemas de Antonin Artaud y otro de un texto de la artista suiza Sylvie Duval. Magny se mudó a vivir cerca de Aveyron en el suroeste de Francia, y sus grabaciones adquirieron un tono más suave. Su álbum de 1983 Chansons pour Titine incluso incluyó «My Heart Belongs to Daddy» de Cole Porter.  Su último álbum, Kevork (1989), incluía una canción en alabanza al pavo, un ave que, una vez liberada de la domesticación, puede volver a su estado salvaje.
Magny sufría de problemas de salud que incluían obesidad y, en años posteriores, una enfermedad de la columna vertebral que la confinó a una cama o silla de ruedas. 
Murió el 12 de junio de 1997, a los 70 años.

## Biobliografía
- Sylvie Vadureau, Colette Magny, Citoyenne - Blues, 2017.[2] Biografía.

## Discografía

### Álbumes
- Frappe ton coeur (Le Chant du Monde, 1963)
- Colette Magny (aka Les Tuileries, CBS, 1964)
- "Avec" Poème (Disques Mouloudji, 1966)
- Colette Magny (aka Vietnam 67, Le Chant du Monde, 1967)
- Magny 68/69 (Taï-Ki, 1969)
- Feu et Rythme (Le Chant du Monde, 1971)
- Répression (Le Chant du Monde, 1972)
- Transit (con Free Jazz Workshop), (Le Chant du Monde, 1975)
- Chili - Un peuple crève... (con Maxime Le Forestier y Mara Jerez), (Le Chant du Monde, 1975)
- Visage-Village (con Dharma and Lino Leonardi), (Le Chant du Monde, 1977)
- Je Veux Chaanter (con Les Enfants de l'I.M.P. de Fontenoy-le-Château), (Le Chant du Monde, 1979)
- Thanakan (álbum de una cara, Le Chant du Monde, 1981)
- Cahier d'une tortue (álbum de una cara, Le Chant du Monde, 1981)
- Chansons pour Titine (Le Chant du Monde, 1983)
- Kevork (Colette Magny Promotion, 1989)
- Inédits 91 (Colette Magny Promotion, 1991)